# Жебрак (Седлецький повіт)
Жебрак (пол. Żebrak) — село в Польщі, у гміні Скужець Седлецького повіту Мазовецького воєводства.
Населення — 269 осіб (2011).
У 1975-1998 роках село належало до Седлецького воєводства.

## Демографія
Демографічна структура станом на 31 березня 2011 року:
|          | Загалом | Допрацездатний вік | Працездатний вік | Постпрацездатний вік |
| -------- | ------- | ------------------ | ---------------- | -------------------- |
| Чоловіки | 131     | 23                 | 89               | 19                   |
| Жінки    | 138     | 30                 | 72               | 36                   |
| Разом    | 269     | 53                 | 161              | 55                   |